# ザック・ラッツ
ザッカリー・クレイグ・ラッツ（Zachary "Zach" Craig Lutz, 1986年6月3日 - ）は、アメリカ合衆国・ペンシルベニア州レディング出身の元プロ野球選手（内野手）。右投右打。

## 経歴

### メッツ時代
2007年、MLBドラフト5巡目（全体183位）でニューヨーク・メッツから指名され、6月10日に契約。A-級ブルックリン・サイクロンズで1試合に出場した。
2008年はA-級ブルックリンで24試合に出場し、3本塁打12打点、打率.333だった。
2009年はA+級セントルーシー・メッツで99試合に出場し、11本塁打62打点1盗塁、打率.284だった。8月31日にAA級ビンガムトン・メッツへ昇格。AA級では8試合に出場した。
2010年はルーキー級ガルフ・コーストリーグ・メッツ、A+級セントルーシー、AA級ビンガムトン、AAA級バッファロー・バイソンズでプレー。この年は左足の疲労骨折で60日間欠場した。AA級では61試合の出場で17本塁打を放った。オフの11月19日にルール5ドラフトのプロテクトで、メッツとメジャー契約を結び、40人枠入りを果たした。
2011年3月3日にメッツと1年契約に合意。3月11日にAA級ビンガムトンへ異動した。AAA級バッファローで開幕を迎え、61試合に出場。11本塁打31打点、打率.295だった。
2012年3月4日にメッツと1年契約に合意。3月15日にAAA級バッファローへ異動し、AAA級で開幕を迎えたが、4月24日にメジャーへ昇格。同日のマイアミ・マーリンズ戦でメジャーデビュー。7回裏にラモン・ラミレスの代打として出場したが、三振に終わった。3試合目の出場となった4月27日のコロラド・ロッキーズ戦では、7番・一塁として初めて先発起用され、メジャー初安打を記録した。しかしその後は結果を残せず、4月30日にAAA級バッファローへ降格した。選手枠が拡大された9月1日にメジャーへ昇格。3試合に出場したものの、安打はなかった。この年は7試合に出場し、11打数1安打5三振、打率.091だった。
2013年3月3日にメッツと1年契約に合意。3月31日にAAA級ラスベガス・フィフティワンズへ異動した。6月22日にルーカス・ドゥーダが離脱したため、メジャーへ昇格。主に代打として4試合に出場したが、7月2日にAAA級へ降格した。9月1日に再昇格し、9月2日のアトランタ・ブレーブス戦ではメジャー初打点を記録した。この年は15試合に出場し、2打点、打率.300だった。
2014年3月3日にメッツと1年契約に合意。3月24日にAAA級ラスベガスへ異動した。AAA級では59試合に出場し、7本塁打37打点1盗塁、打率.291だった。

### 楽天時代
2014年6月16日、NPBの東北楽天ゴールデンイーグルスへ入団した。背番号は9。6月21日の対阪神タイガース戦（阪神甲子園球場）に「5番・三塁手」として、スタメンでNPBの一軍公式戦にデビュー。4回表の第2打席でNPB初安打（二塁打）、8回表1死1・3塁で迎えた第4打席で初打点を記録する と、6月22日の同カード2回表の第1打席で能見篤史から来日初本塁打を放った。後に故障で戦線を離脱。そのままシーズンを終えたため、一軍公式戦への出場は通算で15試合にとどまったが、打率.314、5本塁打という成績を残した。
シーズン終了後に楽天球団がラッツの契約保留権を破棄したため、2015年1月5日付で、NPBから自由契約選手として公示された。ラッツは公示を受けて退団した後に、以上の措置をめぐって、「楽天球団が自身の契約保留権を破棄する方針を立てていながら、2015年に向けた契約交渉の期間中に自身を（2014年12月2日付でNPBから公示された2015年の）保留者名簿から除外しなかったため、他球団との入団交渉に至らなかった」と主張。2017年8月には、交渉期間中の損害賠償を球団側に請求する旨の訴訟を、母国・アメリカの裁判所で起こした。楽天球団も同年11月に、「不法行為を根拠付ける事実は存在しない」として、ラッツへの債務が存在しないことを確認する旨の裁判を仙台地方裁判所で起こしている。

### 斗山時代
2015年1月14日に韓国プロ野球の斗山ベアーズと契約を結んだ。KBOでの登録名は「ジェク・ルツ(잭 루츠)」。
だが、打撃不振と腰の故障で5月4日にウェーバー公示され戦力外になった。退団理由には素行不良もあり、金泰亨監督は彼について「ラッツはどこで何をして過ごしているのかすら分からない」「本当に気が狂いそうだ」と言及した。

### 斗山退団後
7月16日に、古巣のニューヨーク・メッツとマイナー契約を結んだ。オフの11月6日にFAとなった。
2016年1月21日にマイアミ・マーリンズとマイナー契約を結んだが、6月21日にFAとなった。
2017年3月1日にアメリカ独立リーグ・アトランティックリーグのサマセット・ペイトリオッツと契約したが、4月30日にFAとなった。
結局同年シーズンの残りを無所属で過ごし、2018年に現役を引退した。

## 選手としての特徴
広角に打ち分ける技術と選球眼の良さが魅力の好打者。守備では三塁と一塁を守り、送球を含めて安定したプレーを魅せる。

## 詳細情報

### 年度別打撃成績
| 年 度    | 球 団    | 試 合 | 打 席 | 打 数 | 得 点 | 安 打 | 二 塁 打 | 三 塁 打 | 本 塁 打 | 塁 打 | 打 点 | 盗 塁 | 盗 塁 死 | 犠 打 | 犠 飛 | 四 球 | 敬 遠 | 死 球 | 三 振 | 併 殺 打 | 打 率 | 出 塁 率 | 長 打 率 | O P S |
| -------- | -------- | ----- | ----- | ----- | ----- | ----- | -------- | -------- | -------- | ----- | ----- | ----- | -------- | ----- | ----- | ----- | ----- | ----- | ----- | -------- | ----- | -------- | -------- | ----- |
| 2012     | NYM      | 7     | 11    | 11    | 1     | 1     | 0        | 0        | 0        | 1     | 0     | 0     | 0        | 0     | 0     | 0     | 0     | 0     | 5     | 0        | .091  | .091     | .091     | .182  |
| 2013     | NYM      | 15    | 26    | 20    | 2     | 6     | 2        | 0        | 0        | 8     | 2     | 0     | 0        | 0     | 0     | 6     | 0     | 0     | 6     | 1        | .300  | .462     | .400     | .862  |
| 2014     | 楽天     | 15    | 58    | 51    | 11    | 16    | 3        | 0        | 5        | 34    | 18    | 1     | 0        | 0     | 1     | 4     | 0     | 2     | 7     | 2        | .314  | .379     | .667     | 1.046 |
| 2015     | 斗山     | 8     | 30    | 27    | 2     | 3     | 0        | 0        | 1        | 6     | 3     | 0     | 0        | 0     | 1     | 2     | 0     | 0     | 6     | 1        | .111  | .167     | .222     | .389  |
| MLB：2年 | MLB：2年 | 22    | 37    | 31    | 3     | 7     | 2        | 0        | 0        | 9     | 2     | 0     | 0        | 0     | 0     | 6     | 0     | 0     | 11    | 1        | .226  | .351     | .290     | .642  |
| NPB：1年 | NPB：1年 | 15    | 58    | 51    | 11    | 16    | 3        | 0        | 5        | 34    | 18    | 1     | 0        | 0     | 1     | 4     | 0     | 2     | 7     | 2        | .314  | .379     | .667     | 1.046 |
| KBO：1年 | KBO：1年 | 8     | 30    | 27    | 2     | 3     | 0        | 0        | 1        | 6     | 3     | 0     | 0        | 0     | 1     | 2     | 0     | 0     | 6     | 1        | .111  | .167     | .222     | .389  |

- 2020年度シーズン終了時

### 年度別守備成績
| 年 度 | 球 団 | 一塁（1B） | 一塁（1B） | 一塁（1B） | 一塁（1B） | 一塁（1B） | 一塁（1B） | 三塁（3B） | 三塁（3B） | 三塁（3B） | 三塁（3B） | 三塁（3B） | 三塁（3B） |
| 年 度 | 球 団 | 試 合      | 刺 殺      | 補 殺      | 失 策      | 併 殺      | 守 備 率   | 試 合      | 刺 殺      | 補 殺      | 失 策      | 併 殺      | 守 備 率   |
| ----- | ----- | ---------- | ---------- | ---------- | ---------- | ---------- | ---------- | ---------- | ---------- | ---------- | ---------- | ---------- | ---------- |
| 2012  | NYM   | 1          | 10         | 1          | 1          | 0          | .917       | -          | -          | -          | -          | -          | -          |
| 2013  | NYM   | 1          | 1          | 0          | 0          | 0          | 1.000      | 3          | 0          | 5          | 0          | 1          | 1.000      |
| 2014  | 楽天  | -          | -          | -          | -          | -          | -          | 12         | 11         | 21         | 1          | 2          | .978       |
| MLB   | MLB   | 2          | 11         | 1          | 1          | 0          | .923       | 3          | 0          | 5          | 0          | 1          | 1.000      |
| NPB   | NPB   | -          | -          | -          | -          | -          | -          | 12         | 11         | 21         | 1          | 2          | .978       |

- 2020年度シーズン終了時

### 記録
NPB
- 初出場・初先発出場：2014年6月21日、対阪神タイガース3回戦（阪神甲子園球場）、5番・三塁手で先発出場
- 初打席：同上、2回表にランディ・メッセンジャーから遊ゴロ
- 初安打：同上、4回表にランディ・メッセンジャーから右越二塁打
- 初打点：同上、8回表にランディ・メッセンジャーから左越適時二塁打
- 初本塁打：2014年6月22日、対阪神タイガース4回戦（阪神甲子園球場）、2回表に能見篤史から右中越2ラン
- 初盗塁：2014年7月21日、対埼玉西武ライオンズ11回戦（西武ドーム）、3回表に二盗（投手：牧田和久、捕手：炭谷銀仁朗）

### 背番号
- 19 （2012年 - 2013年）
- 9 （2014年）
- 3 （2015年）